# Condado de Saluda
O Condado de Saluda é um dos 46 condados do Estado americano da Carolina do Sul. A sede do condado é Saluda, e sua maior cidade é Saluda. O condado possui uma área de 1 196 km² (dos quais 24 km² estão cobertos por água), uma população de 19 181 habitantes, e uma densidade populacional de 16 hab/km² (segundo o censo nacional de 2000). O condado foi fundado em 1896.